# Lake Vermilion
Der Lake Vermilion (auch Vermilion Lake) ist ein See im US-Bundesstaat Minnesota und rund 26 km westlich von Ely gelegen.
Der See hat eine Fläche von 159 km² und eine Länge von 39 km. In dem See befinden sich 365 Inseln. In den 1940ern wurde er von der National Geographic Society zu einem der zehn landschaftlich schönsten Seen der USA gewählt.
Lake Vermilion, im Herzen von Minnesotas „Arrowhead Region“ gelegen, ist ein wichtiges Fischfanggebiet.